# Направленность (физика)
Направленность — пространственная избирательность излучателей и приёмников волн. Направленность всегда определяется интерференцией.
Направленность излучателей и приёмников звука описывают обычно двумя параметрами: характеристикой направленности и коэффициентом концентрации. Характеристикой направленности называют отношение звукового давления создаваемого излучателем к давлению на неком фиксированном расстоянии.